# 弗朗切斯科
弗朗西斯科是常見的意大利語人名
拥有該名的人有：
- 弗朗切斯科·托蒂（Francesco Totti）意大利足球运动员，位置前鋒，效力罗马
- 弗朗切斯科·托尔多（Francesco Toldo）效力于国际米兰，守门员
- 弗朗切斯科·科西加（Francesco Cossiga）意大利第八任总统
- 弗朗切斯科·德·美第奇（Francesco I de' Medici）美第奇家族的第二代托斯卡纳大公